# Peter Safran

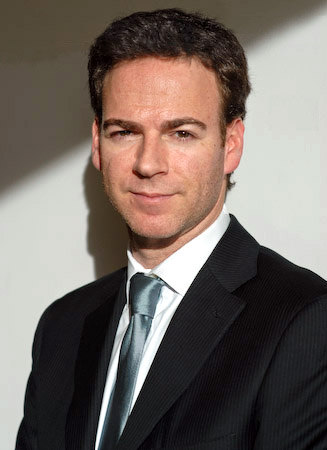
Peter Safran (2008)

Peter Safran (* 22. November 1965 in London) ist ein britischer Filmproduzent.

## Leben und Karriere
Peter Safran wurde 1965 in London geboren und wuchs in seiner Geburtsstadt auf. Später besuchte er die Princeton University und schloss ein Jurastudium an der New York University School of Law ab. Im Anschluss begann er als Anwalt bei der US-amerikanischen Talent-Agentur United Talent Agency. Bis 1998 war er als Manager bei Gold-Miller Co. tätig, bevor er zu Brillstein-Grey wechselte. Im Jahr 2006 gründete er die Filmproduktionsfirma The Safran Company, für die er fortan als Filmproduzent tätig ist. So entstanden unter seiner Aufsicht zunächst Filmparodie wie Meine Frau, die Spartaner und ich oder Disaster Movie. Mit James Wans Horrorfilm Conjuring – Die Heimsuchung begann 2013 seine Tätigkeit im Conjuring-Universum, während er seit Wans Superheldenfilm Aquaman aus dem Jahr 2018 auch Filme aus dem DC Extended Universe produziert. Im Oktober 2022 wurde er gemeinsam mit James Gunn zum Vorsitzenden und CEO von DC Studios ernannt. Gemeinsam sind die beiden für die Fortentwicklung des DC Universe verantwortlich. Safrans Schaffen als Produzent umfasst rund 60 Produktionen für Film und Fernsehen.
Safran hat eine Tochter.

## Filmografie (Auswahl)
- 2004: Jiminy Glick in Gagawood (Jiminy Glick in Lalawood)
- 2008: Meine Frau, die Spartaner und ich (Meet the Spartans)
- 2008: Nur über ihre Leiche (Over Her Dead Body)
- 2008: Disaster Movie
- 2008–2009: James Gunn’s PG Porn (Fernsehserie)
- 2009: New in Town
- 2010: Buried – Lebend begraben (Buried)
- 2010: Beilight – Bis(s) zum Abendbrot (Vampires Suck)
- 2011: Flypaper – Wer überfällt hier wen? (Flypaper)
- 2011: Elephant White
- 2012: ATM – Tödliche Falle (ATM)
- 2012: True Love
- 2013: Vehicle 19
- 2013: Hours – Wettlauf gegen die Zeit (Hours)
- 2013: Conjuring – Die Heimsuchung (The Conjuring)
- 2013: Mindscape
- 2013: Die Pute von Panem – The Starving Games (The Starving Games)
- 2013: Hangover Girls – Best Night Ever (Best Night Ever)
- 2014: Annabelle
- 2015: The Atticus Institute – Teuflische Experimente (The Atticus Institute)
- 2015: Superfast!
- 2015: Camp – Tödliche Ferien (Summer Camp)
- 2015: Martyrs
- 2016: The Choice – Bis zum letzten Tag (The Choice)
- 2016: Conjuring 2 (The Conjuring 2)
- 2016: Das Belko Experiment (The Belko Experiment)
- 2016: Überleben – Ein Soldat kämpft niemals allein (Mine)
- 2016: Within (Crawlspace)
- 2016: The Worthy
- 2016: Wolves at the Door
- 2017: Annabelle 2
- 2017: The Crucifixion
- 2017: Flatliners
- 2018: The Nun
- 2018: Aquaman
- 2019: Shazam!
- 2019: Annabelle 3 (Annabelle Comes Home)
- 2021: Conjuring 3: Im Bann des Teufels (The Conjuring: The Devil Made Me Do It)
- 2021: The Suicide Squad
- 2022: I Want You Back
- 2023: Shazam! Fury of the Gods
- 2023: The Nun II
- 2023: Aquaman: Lost Kingdom (Aquaman and the Lost Kingdom)
- 2025: Heads of State
- 2025: Superman